# Toston
Toston is een plaats (census-designated place) in de Amerikaanse staat Montana, en valt bestuurlijk gezien onder Broadwater County.

## Demografie
Bij de volkstelling in 2000 werd het aantal inwoners vastgesteld op 105.

## Geografie
Volgens het United States Census Bureau beslaat de plaats een oppervlakte van
5,0 km², waarvan 4,6 km² land en 0,4 km² water. Toston ligt op ongeveer 1206 m boven zeeniveau.

## Plaatsen in de nabije omgeving
De onderstaande figuur toont nabijgelegen plaatsen in een straal van 36 km rond Toston.